# Општина Сармашу (Муреш)
Сармашу (рум. Sarmaşu) општина је у Румунији у округу Муреш.
Oпштина се налази на надморској висини од 391 m.